# Tachinus subterraneus
Tachinus subterraneus är en skalbaggsart som först beskrevs av Carl von Linné 1758.  Tachinus subterraneus ingår i släktet Tachinus, och familjen kortvingar. Arten är reproducerande i Sverige.